# Rariștea
Rariștea – wieś w Rumunii, w okręgu Konstanca, w gminie Ion Corvin. W 2011 roku liczyła 281 mieszkańców.